# Мінаур (футбольний клуб, Бая-Маре)
«Мінаур» (Бая-Маре) (рум. CS Minaur Baia Mare) — румунський футбольний клуб, з міста Бая-Маре у північній Румунія, заснований у 1948 році. Неофіційно відомий також за своєю старою назвою «Мінерул» (рум. Minerul). Найуспішніша команда з повіту Марамуреш.

## Хронологія назв
| Назва                                                | Роки      |
| ---------------------------------------------------- | --------- |
| «КСМ Бая-Маре» (рум. CSM Baia Mare)                  | 1948–1950 |
| «Металул» (рум. Metalul)                             | 1950–1956 |
| «Енергія Трустул Мінер» (рум. Energia Trustul Miner) | 1956–1957 |
| «Мінерул» (рум. Minerul)                             | 1957–1958 |
| «КСМ Бая-Маре» (рум. CSM Baia Mare)                  | 1958–1962 |
| «Мінерул» (рум. Minerul)                             | 1962–1975 |
| ФК «Бая-Маре» (рум. FC Baia Mare)                    | 1975–1985 |
| «Марамуреш» (рум. FC Maramureș)                      | 1985–1998 |
| ФК «Бая-Маре» (рум. FC Baia Mare)                    | 1998–2010 |
| ФКМ «Бая-Маре» (рум. FCM Baia Mare)                  | 2012–2016 |
| «Мінаур» (рум. CS Minaur)                            | 2017–     |

- Примітка: У 2010—2012 і 2016—2017 роках клуб не існував.

## Історія

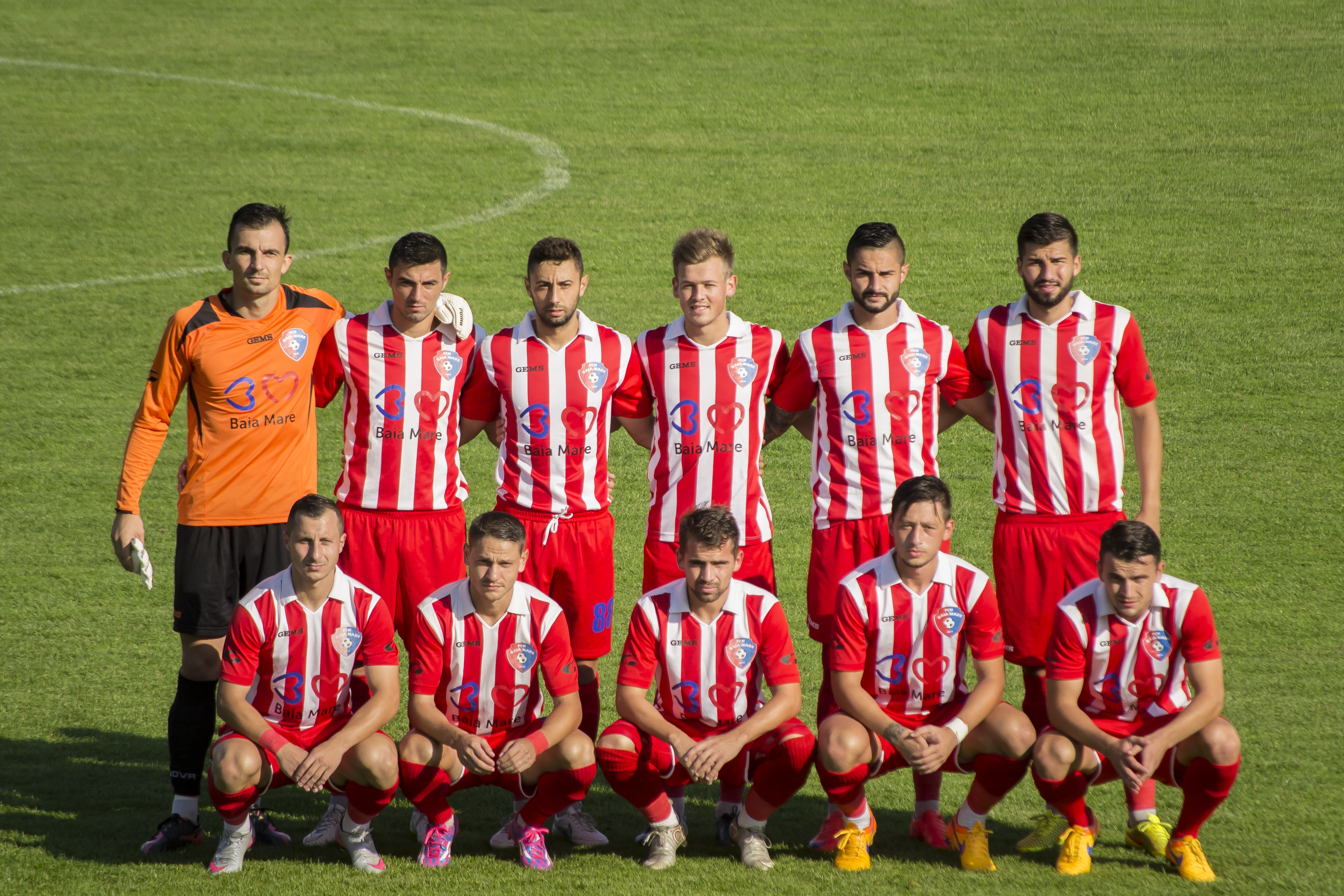
ФКМ «Бая-Маре» у сезоні 2015/16

Клуб був заснований у 1948 році під назвою «КСМ Бая-Маре» в результаті злиття місцевих команд «Фенікс» (засновано у 1932 році) та «Мінаур» (засновано у 1927 році). Але вже за два роки, у 1950, назву було змінено на «Металул» (рум. Metalul).
1955 року «Металул» вийшов у Лігу III, третій за рівнем дивізіон країни, а наступного року — і до Ліги II. З цього ж моменту команда три роки поспіль змінювала назву: 1956 року команда отримує ім'я «Енергія Трустул Мінер» (рум. Energia Trustul Miner), 1957 року — «Мінерул» (рум. Minerul), а 1958 року повертає свою першу назву «КСМ Бая-Маре».
1959 року команда, виступаючи у другому дивізіоні, сенсаційно дістається до фіналу Кубка Румунії, де зазнала поразки 0:4 від столичного «Динамо».
У 1960-ті роки у клубі відбулось кілька знакових подій. Після чергової зміни назви у 1962 році, цього разу на «Мінерул», наступного року Мірча Сасу став першим гравцем в історії клубу, який був викликаний в національну збірну Румунії. А вже 1964 року клуб виграв Лігу II і вперше в історії вийшов у Лігу I (щоправда попередник «Мінерула», «Фенікс», вже грав у вищому румунському дивізіоні перед Другою світовою війною). Втім, посівши у дебютному сезоні 13-те місце з 14 у Лізі I, клуб відразу вилетів назад до другого дивізіону.
1975 року команда отримує назву ФК «Бая-Маре» і 1978 року під цієї назвою повертається у вищий дивізіон, де цього разу зуміла себе добре проявити: у 1979 році клуб фінішував 5-м з 18, а наступного сезону провів свій найкращий сезон, посівши 4-те місце. Утім, третій сезон команда провела вкрай невдало і посівши 1981 року передостаннє 17-те місце, клуб вилетів з елітного дивізіону.
1982 року «Бая-Маре» знову вийшов до фіналу Кубка Румунії, де і цього разу поступився «Динамо» (2:3). Утім, оскільки «динамівці» виграли у тому сезоні і чемпіонат, кваліфікувавшись до Кубка чемпіонів, «Бая-Маре» вперше у своїй історії отримав шанс зіграти у єврокубках, потрапивши у першому ж раунді Кубка володарів кубків на мадридський «Реал», очолюваний легендарним Альфредо Ді Стефано. Вистоявши вдома у першій грі (0:0), «Бая-Маре» фактично без шансів поступився в гостях на «Сантьяго Бернабеу» (2:5), достроково завершивши свій єдиний євросезон. Улітку того ж 1982 року «Бая-Маре» зіграв товариську гру проти італійської «Фіорентини» в Італії і виграв 3:1 у команди, в складі якої виступали чемпіони світу 1982 року італійці Джанкарло Антоньйоні та Франческо Граціані, а також Даніель Бертоні та Даніель Пассарелла, обидва чемпіони світу чемпіони світу 1978 року з Аргентиною.
1983 року «Бая-Маре» виграв другий дивізіон і знову вийшов до вищої румунської ліги, де у першому сезоні команда закінчила на 15-му місці з 18 і врятувала себе від вильоту, але наступного розіграшу стала передостанньою, 17-ю, і покинула Дивізію А, після чого змінила назву на «Марамуреш», під яким тривалий час виступала у другому дивізіоні.
Поліпшення результатів відбулось лише 1993 рік року, коли «Марамуреш» дістався півфіналу Кубка Румунії, а 1994 року, після серії середніх та поганих сезонів у Лізі II протягом останнього десятиліття, клуб посів перше місце і вийшов до Ліги I вчетверте за свою історію. У сезоні 1994/1995 «Марамуреш» дійшов до чвертьфіналу Кубка Румунії, але наприкінці сезону з 17-го місця повернувся до Ліги II.
1998 року команда вчергове змінює назву, цього разу назад на ФК «Бая Маре», а вже наступного року вилітає до третього дивізіону, щоправда ненадовго — вже у першому сезоні 1999/00 команда з першого місця повертається на другий щабель румунського футболу.
2001 року команда виграла плей-оф за право виступу у вищому дивізіоні, проте власник команди вирішив продати місце команди в Лізі I клубу «Бакеу», що саме вилетів з вищого дивізіону, аргументуючи продаж місця відсутністю фінансових ресурсів для утримання команди у вищому дивізіоні, через що клуб продовжив виступи у Лізі II. Наступного 2002 року «Бая-Маре» знову кваліфікується у плей-оф, але цього разу програє його.
2004 року клуб вилетів до Ліги III, з якої повернувся у 2006 році, але 2007 року знову вилетів до третього дивізіону і зіткнувся із серйозними фінансовими проблемами. Тоді ж бразилець Айрес Серкейра Сімао став першим іноземним гравцем, який коли-небудь грав за ФК «Бая-Маре».
У сезоні 2007/08 серія поганих результатів та страйк гравців через невиплату зарплат та бонусів не дозволили команді підвищитись у класі, проте на початку сезону 2008/09 клубу вдається підписати кількох гравців з досвідом виступів у вищому дивізіоні Румунії, таких як Даніель Реднік та Сорін Йоді, ставши тим самим головним фаворитом, щоб вийти в Лігу II, що клубу і вдалось зробити з 1-го місця.
Закінчивши сезоні Ліги II 2009/10 на 8-му місці, клуб був розпущений влітку 2010 року через фінансові проблеми, але влітку 2012 року він був поновлений під назвою ФКМ «Бая-Маре» (FCM Baia Mare) і був включений до Ліги IV. 2013 року команда вийшла до Ліги III, а 2015 року — до Ліги II. Але і ця команда через фінансові труднощі 5 серпня 2016 року припинила своє існування.
Після одного сезону клуб був знову відновлений, цього разу під назвою «Мінаур», увійшовши до складу однойменного спортивного клубу, в якому також існують чоловіча і жіноча гандбольні команди. Клуб був зарахований до складу Ліги IV — Марамуреш. Тим не менш на відміну від секції з гандболу, футбольна секція досі неофіційно відома як «Мінерул», однією з минулих назв клубу, яке неофіційно і використовують вболівальники. Також кольори футбольної секції відрізняються від кольорів, які використовуються для гандболу, якщо для гандбольних команд традиційними кольорами є білий, чорний і помаранчевий, то для футболу — жовтий і синій.
2018 року відновлена команда вийшла до Ліги III.

## Результати
ФК «Бая-Маре» був фіналістом Кубка Румунії в 1959 та 1982 роках, тоді як у Лізі I їх найкращим результатом було 4-те місце із 18 в сезоні 1979/80.
Загалом у вищому дивізіоні клуб провів сім сезонів:
- 1964/1965 (13-те місце з 14)
- 1978/1979 (5-те з 18)
- 1979/1980 (4-те з 18)
- 1980/1981 (17-те з 18)
- 1983/1984 (15-те з 18)
- 1984/1985 (17-те з 18)
- 1994/1995 (17-те з 18)[11].

Команда грала головним чином у Лізі II, де ФК «Бая Маре» займає лідируючу позицію за кількістю других місць — 11, крім яких ще 4 рази ставала чемпіоном дивізіону.
Найбільшою перемогою команди у вищому дивізіоні стала гра проти «Оцелула» (7:1) в серпні 1979 року, однак більш пам'ятна звитяга була здобута в червні 1981 року, коли сенсаційно з рахунком 5:0 було розбите столичне «Стяуа».

## Досягнення
- Ліга I
  - Найкращий результат: 4 — 1979–80
- Ліга II
  - Переможець (4): 1963–64, 1977–78, 1982–83, 1993–94
  - Віце-чемпіон (11): 1959–60[en], 1960–61[en], 1965–66[en], 1966–67[en], 1971–72[en], 1981–82[en], 1985–86[en], 1986–87[en], 1991–92[en], 2000–01[en], 2001–02[en]
- Ліга III
  - Переможець (5): 1956, 1999–00, 2005–06, 2008–09, 2014–15
- Ліга IV — округ Марамуреш
  - Переможець (2): 2012–13[en], 2017–18[en]

- Кубок Румунії
  - Фіналіст (2): 1958–59[en], 1981–82[en]

## Статистика виступів
| Сезон   | Ліга | М  | І  | В  | Н  | П  | ГЗ  | ГП | О  | Кубок            |
| ------- | ---- | -- | -- | -- | -- | -- | --- | -- | -- | ---------------- |
| 1948–49 | II   | 3  | 26 | 14 | 6  | 6  | 59  | 38 | 34 |                  |
| 1950    | II   | 6  | 22 | 9  | 3  | 10 | 30  | 36 | 21 | 1/16 фіналу      |
| 1951    | II   | 4  | 22 | 10 | 5  | 7  | 29  | 25 | 25 |                  |
| 1952    | II   | 6  | 22 | 7  | 7  | 8  | 29  | 32 | 21 |                  |
| 1953    | II   | 13 | 28 | 8  | 6  | 14 | 23  | 37 | 22 | 1/16 фіналу      |
| 1954    | II   | 4  | 24 | 12 | 4  | 8  | 36  | 30 | 28 |                  |
| 1955    | II   | 14 | 26 | 8  | 7  | 11 | 31  | 36 | 23 | 1/16 фіналу      |
| 1956    | III  | 1  | 24 | 16 | 3  | 5  | 55  | 26 | 35 |                  |
| 1957–58 | II   | 4  | 24 | 12 | 7  | 7  | 52  | 50 | 31 |                  |
| 1958–59 | II   | 9  | 26 | 10 | 6  | 10 | 43  | 45 | 26 | Фінал            |
| 1959–60 | II   | 2  | 26 | 15 | 6  | 5  | 53  | 24 | 36 |                  |
| 1960–61 | II   | 2  | 26 | 14 | 6  | 6  | 37  | 22 | 34 |                  |
| 1961–62 | II   | 6  | 26 | 13 | 3  | 10 | 39  | 41 | 29 | 1/8 фіналу       |
| 1962–63 | II   | 3  | 26 | 14 | 1  | 11 | 44  | 35 | 29 | 1/4 фіналу       |
| 1963–64 | II   | 1  | 26 | 17 | 2  | 7  | 42  | 20 | 36 | 1/8 фіналу       |
| 1964–65 | І    | 13 | 26 | 9  | 3  | 14 | 27  | 45 | 21 | 1/8 фіналу       |
| 1965–66 | II   | 2  | 26 | 14 | 7  | 5  | 43  | 20 | 35 | 1/16 фіналу      |
| 1966–67 | II   | 2  | 26 | 16 | 3  | 7  | 37  | 23 | 35 | 1/4 фіналу       |
| 1967–68 | II   | 4  | 26 | 11 | 5  | 10 | 30  | 34 | 27 | 1/16 фіналу      |
| 1968–69 | II   | 13 | 30 | 11 | 4  | 15 | 28  | 36 | 29 | 1/16 фіналу      |
| 1969–70 | II   | 3  | 30 | 15 | 6  | 9  | 28  | 14 | 36 |                  |
| 1970–71 | II   | 10 | 30 | 12 | 3  | 15 | 44  | 36 | 27 |                  |
| 1971–72 | II   | 2  | 30 | 13 | 6  | 11 | 46  | 40 | 32 | 1/16 фіналу      |
| 1972–73 | II   | 4  | 30 | 13 | 6  | 11 | 35  | 26 | 32 |                  |
| 1973–74 | II   | 5  | 34 | 14 | 7  | 13 | 45  | 36 | 35 | 1/8 фіналу       |
| 1974–75 | II   | 3  | 34 | 16 | 9  | 9  | 53  | 31 | 41 |                  |
| 1975–76 | II   | 3  | 34 | 17 | 5  | 12 | 46  | 31 | 39 | 1/8 фіналу       |
| 1976–77 | II   | 3  | 34 | 15 | 6  | 13 | 53  | 36 | 36 |                  |
| 1977–78 | II   | 1  | 34 | 22 | 7  | 5  | 80  | 25 | 51 |                  |
| 1978–79 | І    | 5  | 34 | 17 | 4  | 13 | 42  | 38 | 38 | 1/16 фіналу      |
| 1979–80 | І    | 4  | 34 | 18 | 3  | 13 | 57  | 51 | 39 | 1/16 фіналу      |
| 1980–81 | І    | 17 | 34 | 10 | 6  | 18 | 37  | 62 | 26 | 1/16 фіналу      |
| 1981–82 | II   | 2  | 34 | 17 | 7  | 10 | 71  | 36 | 41 | Фінал            |
| 1982–83 | II   | 1  | 34 | 21 | 5  | 8  | 83  | 29 | 47 |                  |
| 1983–84 | І    | 15 | 34 | 12 | 6  | 16 | 40  | 59 | 30 | 1/16 фіналу      |
| 1984–85 | І    | 17 | 34 | 11 | 4  | 19 | 30  | 46 | 26 | 1/4 фіналу       |
| 1985–86 | II   | 2  | 34 | 20 | 8  | 6  | 65  | 29 | 48 |                  |
| 1986–87 | II   | 2  | 34 | 19 | 6  | 7  | 69  | 22 | 46 |                  |
| 1987–88 | II   | 4  | 34 | 15 | 6  | 13 | 43  | 32 | 36 | 1/8 фіналу       |
| 1988–89 | II   | 6  | 34 | 16 | 4  | 14 | 62  | 51 | 36 |                  |
| 1989–90 | II   | 3  | 34 | 16 | 7  | 11 | 50  | 26 | 39 |                  |
| 1990–91 | II   | 4  | 34 | 18 | 4  | 12 | 84  | 42 | 40 |                  |
| 1991–92 | II   | 2  | 34 | 22 | 6  | 6  | 75  | 26 | 50 |                  |
| 1992–93 | II   | 6  | 34 | 16 | 3  | 15 | 70  | 51 | 35 | Півфінал         |
| 1993–94 | II   | 1  | 34 | 25 | 6  | 3  | 94  | 42 | 56 |                  |
| 1994–95 | І    | 17 | 34 | 6  | 9  | 19 | 34  | 69 | 27 | 1/4 фіналу       |
| 1995–96 | II   | 13 | 34 | 14 | 3  | 17 | 46  | 53 | 45 |                  |
| 1996–97 | II   | 14 | 34 | 12 | 7  | 15 | 44  | 49 | 43 |                  |
| 1997–98 | II   | 3  | 34 | 18 | 6  | 10 | 65  | 36 | 60 | 1/16 фіналу      |
| 1998–99 | II   | 17 | 34 | 11 | 6  | 17 | 45  | 53 | 39 |                  |
| 1999-00 | III  | 1  | 30 | 22 | 6  | 2  | 80  | 23 | 72 |                  |
| 2000–01 | II   | 2  | 30 | 18 | 5  | 7  | 50  | 22 | 59 | 1/8 фіналу       |
| 2001–02 | II   | 2  | 30 | 19 | 6  | 5  | 60  | 21 | 63 |                  |
| 2002–03 | II   | 14 | 28 | 7  | 5  | 16 | 26  | 42 | 26 | 1/8 фіналу       |
| 2003–04 | II   | 15 | 30 | 4  | 3  | 23 | 30  | 86 | 15 |                  |
| 2004–05 | III  | 9  | 24 | 12 | 6  | 6  | 38  | 18 | 35 |                  |
| 2005–06 | III  | 1  | 24 | 19 | 1  | 4  | 52  | 13 | 58 |                  |
| 2006–07 | II   | 16 | 34 | 9  | 8  | 17 | 27  | 54 | 35 |                  |
| 2007–08 | III  | 3  | 34 | 19 | 7  | 8  | 63  | 26 | 64 | 1/16 фіналу      |
| 2008–09 | III  | 1  | 34 | 25 | 7  | 2  | 65  | 16 | 82 |                  |
| 2009–10 | II   | 8  | 32 | 11 | 11 | 10 | 34  | 35 | 44 |                  |
| 2012–13 | IV   | 1  | 30 | 30 | 0  | 0  | 241 | 16 | 90 |                  |
| 2013–14 | III  | 6  | 20 | 3  | 8  | 9  | 17  | 33 | 17 |                  |
| 2014–15 | III  | 1  | 26 | 18 | 3  | 5  | 53  | 13 | 57 |                  |
| 2015–16 | II   | 6  | 10 | 2  | 2  | 6  | 16  | 20 | 1  | 1/8 фіналу       |
| 2017–18 | IV   | 1  | 20 | 18 | 1  | 1  | 106 | 10 | 55 | Попередній раунд |
| 2018–19 | III  | 3  | 30 | 16 | 9  | 5  | 46  | 22 | 57 | Третій раунд     |

## Відомі гравці
- Футболісти клубу, що викликались до національної збірної Румунії:

- Мірча Сасу (6 ігор / 1 гол): 1963: vs. Данія (1 гол); 1964: vs. Болгарія, vs. Угорщина ; 1965: vs. Чехословаччина ; 1966: vs. Португалія, vs. Чехословаччина; Також грав за УТА, «Динамо» (Бухарест) та турецький «Фенербахче».[15].
- Александру Коллер: (5 ігор / 0 голів): 1976: vs. Іран ; 1978 р .: vs. Польща ; 1979: vs. Східна Німеччина, vs. Польща, vs. СРСР
- Александру Терхеш: (3 гри / 0 голів): 1978: vs. Польща ; 1979: vs. Східна Німеччина ; 1980: Угорщина
- Ромулус Буя: (2 голи / 0 голів): 1991: vs. США ; 1992 р. vs. Мексика Також грав за бельгійський «Жерміналь Екерен» та румунські «Університатя» (Крайова) та «Динамо» (Бухарест)

- Футболісти, які грали за національні збірні до або після виступів за «Мінарул»:

- Некула Редукану – 61 ігор за Румунію, в тому числі на чемпіонаті світу 1970 року. Також грав за «Рапід» та «Стяуа». Також грав за «Стяуа» та УТА.
- Георге Горня – 4 матчі за Румунію, в тому числі на чемпіонаті світу 1970 року.
- Васіле Завода– 20 ігор за Румунію. Також грав за «Стяуа».
- Васіле Джерджелі – 36 ігор за Румунію, в тому числі на чемпіонаті світу 1970 року. Також грав за «Динамо» (Бухарест) та німецьку «Герту».
- Леонтін Грозаву — 1 матч за Румунію. Також грав за «Динамо» (Бухарест) та німецький «Саарбрюкен».
- Васіле Міріуце – 9 ігор за Угорщину. Також грав за «Динамо» (Бухарест), угорський «Ференцварош» та німецькі «Енергі» (Котбус) та «Дуйсбург».
- Франсіск Завода – 8 ігор за Румунію. Також грав за «Стяуа».
- Золтан Крішан – 46 ігор за Румунію. Також грав за «Університатю» (Крайова).

## Відомі тренери
- Флорін Галаджан — чемпіон Румунії як головний тренер клубів «Арджеш» (двічі) та «Динамо» (Бухарест); Тренер збірної Румунії.
- Штефан Онісіє — чемпіон Румунії як головний тренер «Стяуа»;
- Віорел Матеяну – тренер ФК «Бая-Маре» у їх «золотий період» (1979—1981), який досяг з командою найкращого результату в історії — 4 місце у 1980 році
- Ніколае Думітру – чотириразовий чемпіон Румунії як головний тренер «Динамо» (Бухарест);
- Іон Нунвайллер — триразовий чемпіон Румунії як головний тренер «Динамо» (Бухарест);